# La Galère (Parc Astérix)
Ne doit pas être confondu avec La Galère d'Obélix.
La Galère  est une attraction à sensations du Parc Astérix ouverte le 30 avril 1989, en même temps que le parc. Elle est de type bateau à bascule, du constructeur Zamperla, modèle Galleon, similaire à une balançoire géante. Ce type d'attraction se trouve souvent dans les parcs d'attractions ou dans les fêtes foraines, mais pas forcément sous forme de bateau. 
Située dans la zone « Les Vikings », l'attraction accueille les visiteurs grâce à ses 54 places et sa capacité est de 750 personnes par heure. La durée du tour est de deux minutes et la taille minimum pour y accéder est de 1,20 m.
Les effets les plus intenses sont situés aux sièges des deux extrémités.
Le principe en est des plus simples, une ou plusieurs roues à pneu tournant très vite, entraînent le bateau par le dessous, alternativement dans chacun des deux sens.